# Puccinia prostii
Puccinia prostii är en svampart som beskrevs av Duby 1830. Puccinia prostii ingår i släktet Puccinia och familjen Pucciniaceae.   Inga underarter finns listade i Catalogue of Life.